# Landsortsdiepte

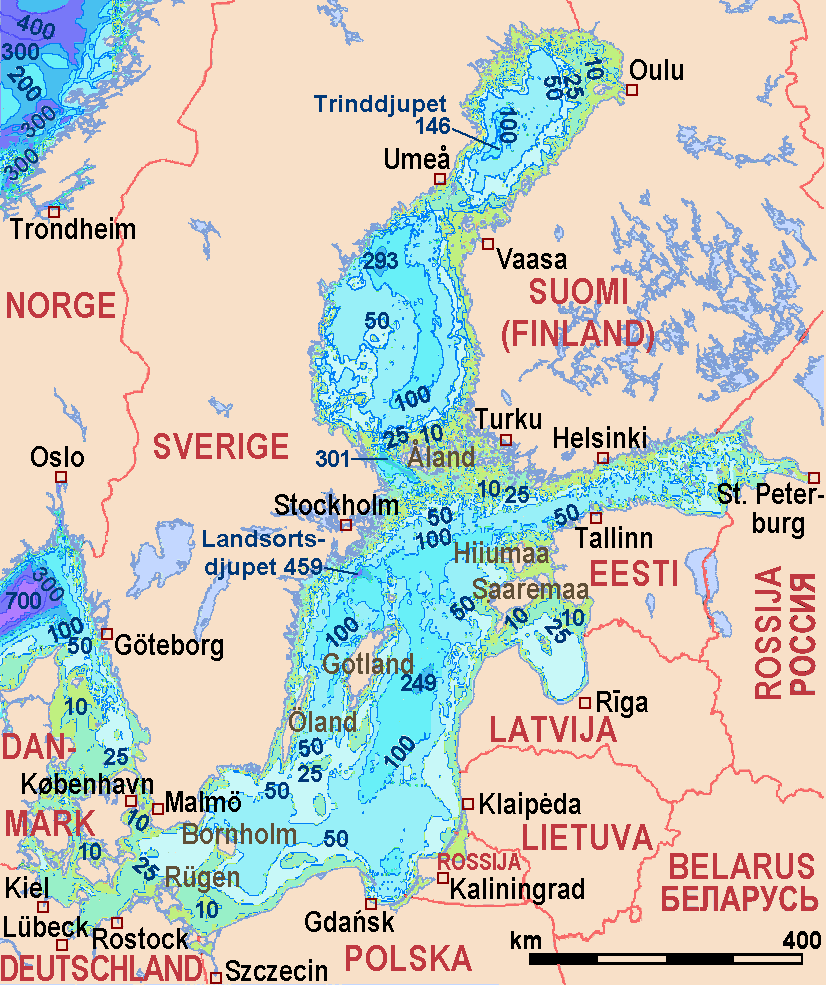
locatie van de Landsortsdiepte

De Landsortsdiepte, (Zweeds: Landsortsdjupet) is het diepste punt van de Oostzee. Het punt is gelegen ten zuiden van de scherenkust van Stockholm in het Oostelijk Gotlandbekken, 24 km ten zuidoosten van het eiland Öja en 63 km ten noordwesten van het eilandje Gotska Sandön. Het diepste punt ligt op 459 m onder zeeniveau. De diepte wordt geologisch gezien gevormd door meerdere breuken.
Door de anoxische, zwavelrijke en basische omstandigheden zijn op deze plaats veel mangaanknollen gevormd. Door de afwezigheid van zuurstof in dit water zijn archaea en sulfaat-reducerende bacteriën, die hun energie verkrijgen middels chemosynthese, hier de dominante levensvorm.
Tot in de jaren '60 werd in deze diepte Zweeds chemisch en middel-radioactief afval gedumpt als eindopslag.